# Fiat Duna

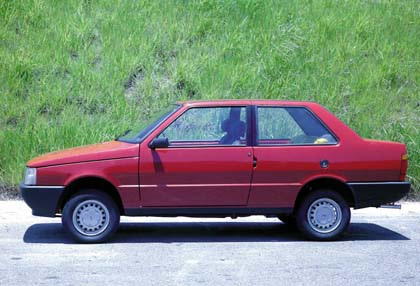
Fiat Prêmio 2 portes (1ère série 1985)

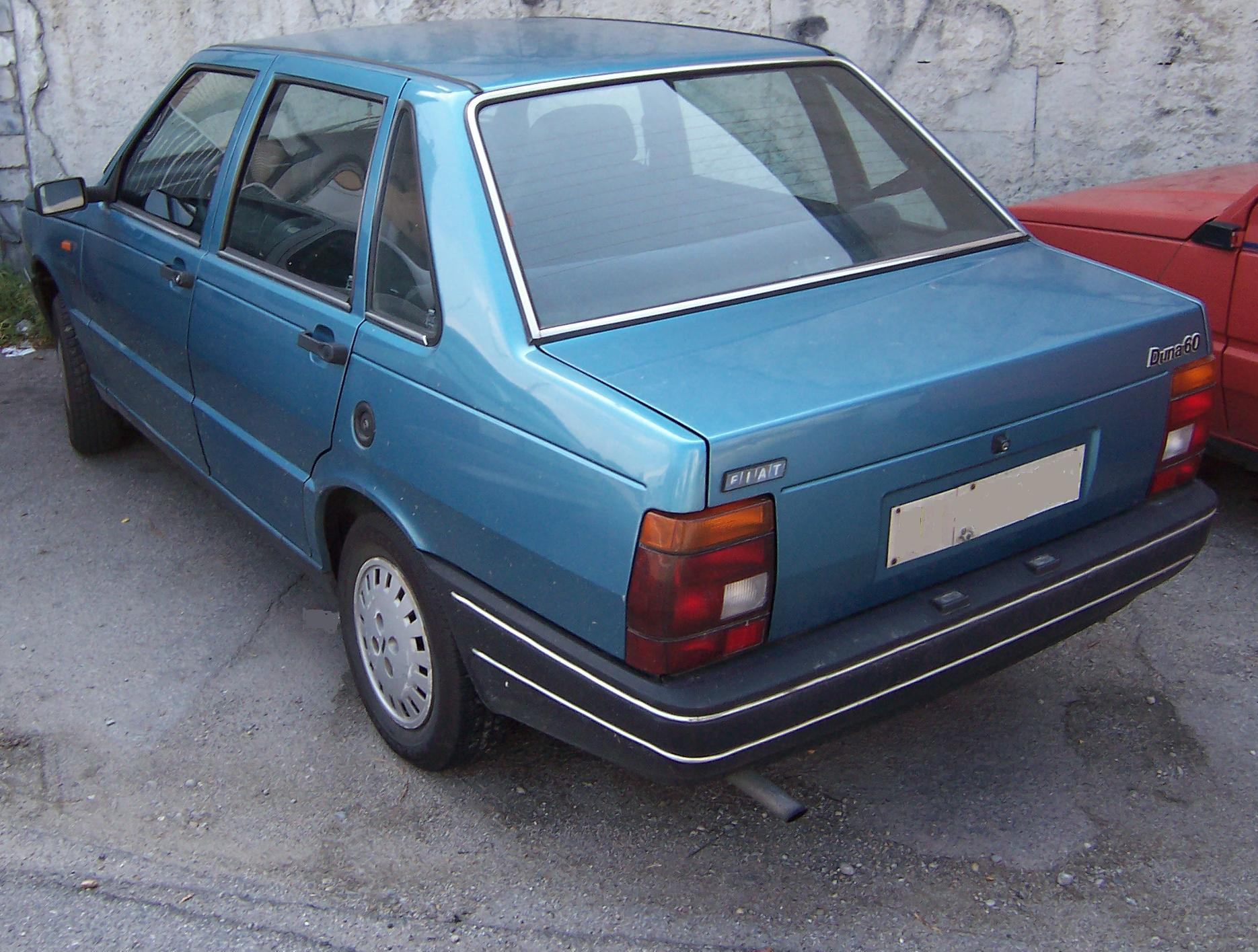
Fiat Prêmio / Duna 4 portes (vue arrière 1ère série 1985)

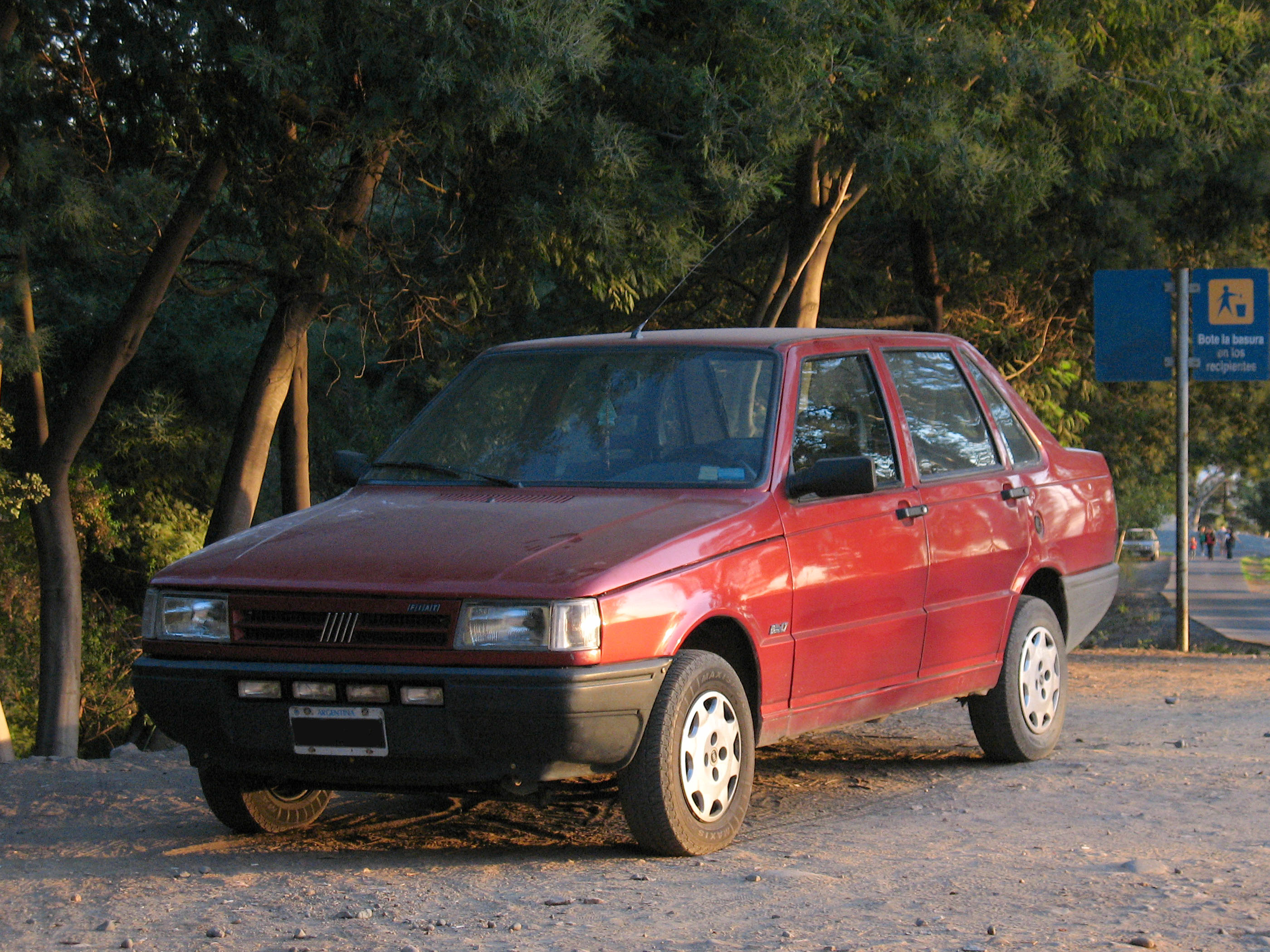
Fiat Duna (2ème série 1991)

La Fiat Prêmio / Duna est une automobile fabriquée par le constructeur italien Fiat pour les marchés d'Amérique du Sud dans ses usines du Brésil, à partir du mois de mars 1985, et d'Argentine en mars 1989. Elle est commercialisée sous le nom Fiat Prêmio dans les pays d'Amérique du Sud sauf en Argentine et à l'exportation où elle est connue sous le nom de Fiat Duna.
Cette berline trois volumes est construite sur la base de la Fiat Uno CS. Elle a été lancée au tout début de l'année 1985 au Brésil sous la forme d'une berline à 2 portes avec un coffre saillant puis, en 1988 en Argentine en version 4 portes. Une version break, baptisée Elba, est aussi fabriquée, version beaucoup exportée en Europe.
La Fiat Prêmio/Duna a reçu le prix Voiture de l'année 1986 au Brésil, décerné par la revue Autoesporte.

## Histoire
Le constructeur italien Fiat Automobiles, présent en Amérique du Sud depuis 1960, et au Brésil depuis 1976, date à laquelle l'usine de Betim a débuté la production de la Fiat 147, une version de la Fiat 127 adaptée aux conditions requises pour emprunter les routes d'Amérique latine, et ses variantes familiales Panorama et commerciales Fiorino, fut le premier à renouveler régulièrement sa gamme.
Dans un premier temps, en 1984, il a débuté la production de la nouvelle Fiat Uno CS, lancée avec grand succès en janvier de l'année précédente en Europe. Comme  pour la 147, la structure et les équipements ont été adaptés aux conditions et habitudes locales : les suspensions sont différentes et laissent une garde au sol plus importante. Esthétiquement, la voiture est restée inchangée, à l'exception du capot moteur retombant sur des ailes avant, une solution déjà adoptée pour obtenir plus d'espace dans le compartiment moteur qui accueille la roue de secours, comme dans les 127 et 147 et augmente la capacité du coffre.
La variante avec coffre de la Fiat Uno CS, baptisée Prêmio, est présentée en avril 1985 au Brésil. Elle succède à la Fiat 147 Oggi, version réservée aux marchés sud-américains, elle aussi avec coffre.
Dessinée par Giorgetto Giugiaro, elle a été conçue à l'origine pour satisfaire à la demande des marchés argentins et brésiliens d'une voiture avec coffre. La Fiat Prêmio est, dans un premier temps, fabriquée au Brésil uniquement en version deux portes. Devant le succès et la demande d'autres carrosseries, Fiat lance, au mois de mars 1986, une version break, toujours sur la base de la Uno 2 portes, baptisée Elba. Cette version remplace la Fiat 147 Panorama dont la fabrication s'est arrêtée en 1987.
Elle est disponible avec quatre moteurs : deux à bicarburation (essence et alcool) de 1 297 cm3 et 1 498 cm3 et deux diesel de 1 301 cm3 et 1 697 cm3 réservés au marché argentin. La Fiat Prêmio est la première automobile brésilienne à être équipée en série d'un ordinateur de bord.
Dès l'origine, le constructeur italien décide qu'il exportera les Fiat Prêmio berline et break, renommées Duna et Duna SW, en Europe où une frange de la clientèle regrette la disparition de la Fiat 128. Fiat conçoit à cet effet une version 4 portes de la Prêmio. En Europe, la berline ne connait pas vraiment le succès espéré car les goûts de la clientèle ont changé et la qualité visible ne correspond plus aux standards du marché de la voiture familiale. Cependant, le break 5 portes seconde série de 1991, renommé Elba, va connaître un succès plus qu'honorable dans tous les pays où elle a été exportée. La berline n'a jamais été produite avec conduite à droite contrairement à la version utilitaire Penny qui, en Grande-Bretagne et en Nouvelle-Zélande a été renommée "Citivan" pour éviter toute confusion avec la monnaie.
Au mois de décembre 1987, la filiale argentine Fiat Concord débute la fabrication de la Fiat Duna, uniquement en version 4 portes, semblable à la Prêmio brésilienne, mais avec une finition plus luxueuse. Cette version a été bien accueillie en Italie notamment. Selon l'ADEFA (équivalent du CCFA français), 1 171 exemplaires ont été fabriqués en décembre 1987, 257 599 au total entre décembre 1987 et décembre 2000.
Au mois de juillet 1991, Fiat Auto décide d'interrompre la commercialisation sous son nom de la gamme Duna en Italie et de la distribuer sous la marque Innocenti, marque qui fait partie de sa galaxie, sous le nom de Innocenti Elba, versions berline et break.
En fin d'année 1994, l'usine brésilienne Fiat Automoveïs de Betim étant saturée, Fiat replie toute la production du modèle, berline et break, en Argentine, chez SEVEL Argentina. La Fiat Duna sera largement exportée pour être commercialisée au Brésil et en Europe jusqu'en 1997. Elle a été fabriquée en Argentine jusqu'au 30 décembre 2000. Fiat produira 257 599 exemplaires de Duna/Elba en Argentine.
La Fiat Siena, modèle de la gamme Palio, voiture mondiale de Fiat, connue sous le nom de projet 178, construite dans plus de 15 pays à partir de 1996, lui succède sur tous les marchés mondiaux.

## Motorisations
| Modèle         | Commercialisation | Alimentation   | Moteur          | Cylindrée (cm3) | Puissance (kW / ch DIN)      | Couple maxi (N m)  | Accélération 0-100 km/h (secondes) | Vitesse maxi (km/h) | Consommation moyenne normalisée (l/100 km) | Commercialisation                     |
| -------------- | ----------------- | -------------- | --------------- | --------------- | ---------------------------- | ------------------ | ---------------------------------- | ------------------- | ------------------------------------------ | ------------------------------------- |
| Duna 60        | 1985-90           | Essence        | Fiat 146 A6.000 | 1 116           | 43 kW / 58 ch à 5 500 tr/min | 85 à 2 750 tr/min  | 15,0                               | 150                 | 6,8                                        | Amérique latine Europe                |
| Duna 60 Alcool | 1985-92           | Essence/Alcool | Fiat M201BW     | 1 297           | 44 kW / 60 ch à 5 200 tr/min | 98 à 2 600 tr/min  | 15,0                               | 150                 | 6,8 / 8,0(*)                               | Brésil                                |
| Duna 70        | 1986-88           | Essence        | Fiat 146 A5.000 | 1 301           | 49 kW / 67 ch à 5 500 tr/min | 98 à 2 500 tr/min  | 13,2                               | 150                 | 6,9                                        | Amérique latine Europe                |
| Duna 70        | 1988-2001         | Essence        | Fiat 159 A2.038 | 1 372           | 57 kW / 77 ch à 6 000 tr/min | 104 à 3 500 tr/min | 12,6                               | 155                 | 6,5                                        | Amérique latine Europe                |
| Duna 75        | 1985-99           | Essence        | Fiat 146 A5.000 | 1 301           | 49 kW / 67 ch à 5 500 tr/min | 101 à 2 500 tr/min | 13,2                               | 150                 | 6,9                                        | Amérique latine Europe                |
| Duna 75 Alcool | 1985-94           | Essence/Alcool | Fiat M202KZ     | 1 498           | 53 kW / 72 ch à 5 500 tr/min | 121 à 3 000 tr/min | 14,0                               | 160                 | 7,0 / 9,1(*)                               | Brésil                                |
| Duna 85        | 1990-2001         | Essence        | Fiat 159 A3.038 | 1 581           | 64 kW / 87 ch à 6 000 tr/min | 132 à 3 000 tr/min | 12,6                               | 160                 | 7,0                                        | Amérique latine                       |
| Duna D         | 1989-92           | Diesel         | Fiat 127 A5.000 | 1 301           | 31 kW / 42 ch à 5 000 tr/min | 69 à 3 000 tr/min  | 20,0                               | 140                 | 5,7                                        | Argentine                             |
| Duna DS        | 1990-2001         | Diesel         | Fiat 149 B2.000 | 1 698           | 43 kW / 58 ch à 4 600 tr/min | 98 à 2 700 tr/min  | 18,0                               | 150                 | 5,9                                        | Argentine Europe                      |
| Duna SCV       | 1987-90           | Essence        | Fiat M202       | 1 498           | 60 kW / 82 ch à 5 500 tr/min | 120 à 3 000 tr/min | 12,6                               | 162                 | 6,5                                        | Argentine                             |
| Duna SCX IAVA  | 1989-89           | Essence        | Fiat M202       | 1 498           | 66 kW / 89 ch à 5 600 tr/min | 130 à 3 400 tr/min | 12,2                               | 170                 | 7,4                                        | Argentine (500 exemplaires numérotés) |
| Duna S GNC     | 1999-2001         | Essence/Gaz    | Fiat 159 A6.038 | 1 372           | 46 kW / 63 ch à 6 000 tr/min | 100 à 3 500 tr/min | 12,6                               | 155                 | 6,5                                        | Argentine                             |

(*) La consommation d'alcool est supérieure d'environ 20% à celle de l'essence mais l'alcool est vendu 50% moins cher.

## Fiat Duna SW / Elba - Innocenti Elba

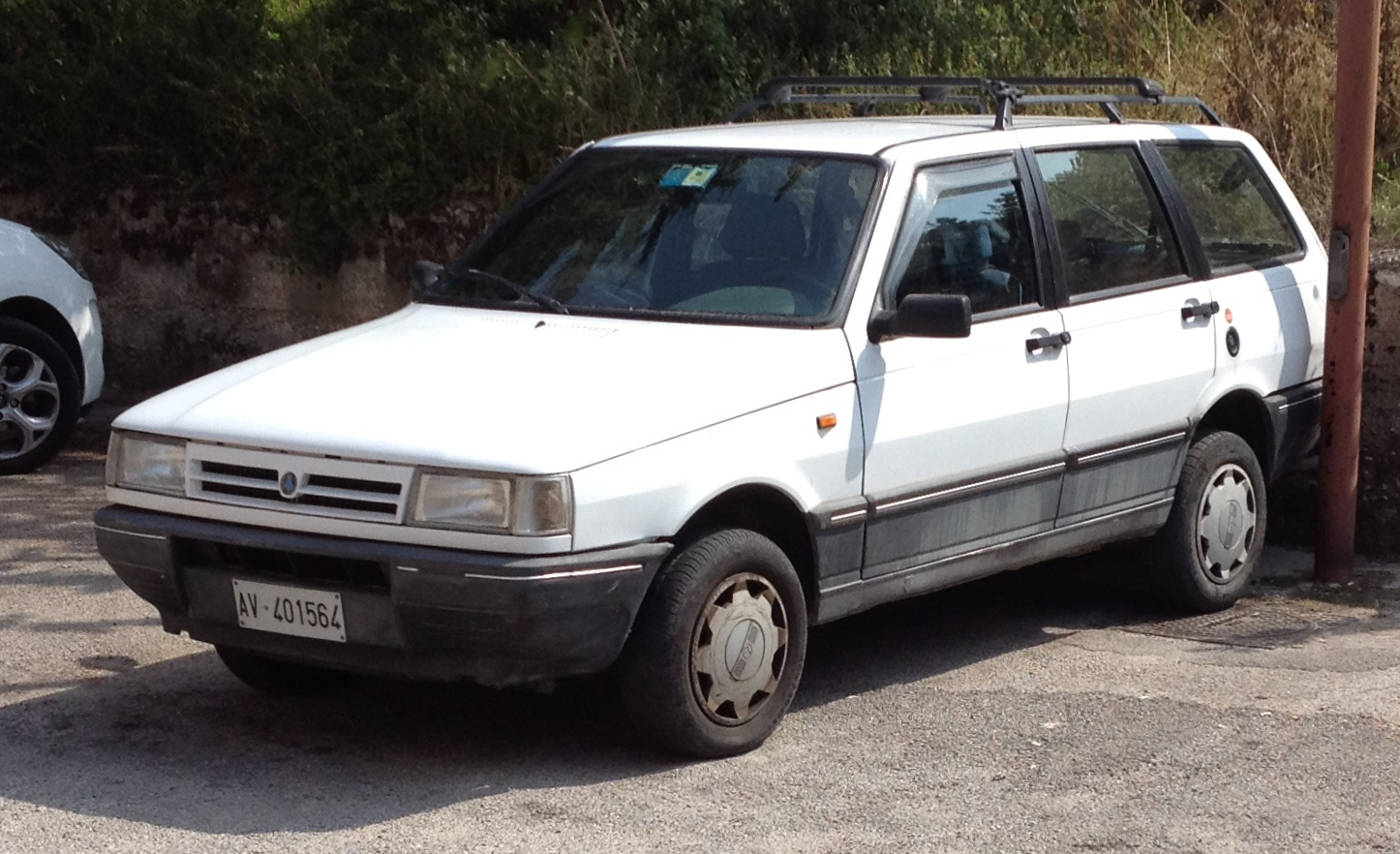
Innocenti Elba (2ème série 1991)

La Fiat Duna SW / Elba est une automobile de type break, version commerciale et familiale de la Fiat Prêmio/Duna. Elle est fabriquée dans l'usine Fiat Automoveïs au Brésil à partir de 1986. Cette version break, Station Wagon ou Weekend a été beaucoup exportée, notamment en Europe. Présentée au mois de février 1986, la Fiat Elba a remplaçé la 147 Panorama. En dehors du Brésil, elle est commercialisée sous le nom de Fiat Duna SW.
Disponible avec trois moteurs : deux à essence et/ou alcool de 1 116 et 1 301 cm3 et un diesel de 1 697 cm3, elle connait un succès très honorable dans les pays où elle est exportée. Il faut signaler que ce modèle n'a jamais été proposé avec conduite à droite.
Lors du lancement de la seconde série de la Duna en début d'année 1991, la Duna Weekend est renommée Elba. Avec le MY 1991, comme pour la berline, la voiture bénéficie d'un léger restyling ce qui permet à Fiat de commercialiser la Fiat Elba seconde série qui sera fabriquée au Brésil et en Argentine.
En fin d'année 1994, l'usine brésilienne de Betim étant saturée, Fiat décide de replier toute la production de la gamme, berline Prêmio/Duna, break Elba et utilitaire Penny, en Argentine, chez SEVEL Argentina qui va produire les versions Duna berline 4 portes et Elba break 5 portes. La gamme sera largement exportée pour être commercialisée au Brésil et en Europe jusqu'en 1997. Elle a été fabriquée en Argentine jusqu'au 30 décembre 2000 et distribuée partout sous le nom de Fiat Duna et Elba. Fiat produira 257 599 exemplaires de la Fiat Duna en Argentine.
En Europe, et notamment en Italie, à partir de 1991, les Fiat Duna et Elba ont été commercialisées sous la marque Innocenti, marque faisant partie de la galaxie Fiat depuis 1990. L'Innocenti Elba, conformément aux normes européennes anti-pollution, a été équipée de moteurs Fiat essence à injection électronique de 1 372 cm3 (69 ch DIN) et 1 581 cm3  (75 ch) ou diesel de 1 697 cm3 (60 ch). Ces modèles ont bénéficié d'un nouvel aménagement intérieur et planche de bord.
C'est la gamme Fiat Palio qui lui succéda sur tous les marchés mondiaux, voiture mondiale de Fiat, connue sous le nom de projet 178 sera construite dans plus de 15 pays dans le monde.

### Chronologie
- 1986 - Début de la production de la Fiat Prêmio / Duna berline et SW, versions S (1,3 l 59,7 ch DIN) et CS alcool (1,5 l 71,4 ch) au Brésil,
- 1987 - Présentation officielle de la Fiat Duna 4 portes en Argentine en décembre. 1 171 exemplaires seront produits en décembre 1987, 257 599 entre décembre 1987 et décembre 2000.
- 1989 - Début de la production de l'Elba CSL (1,5 l 82 ch) remplace la version CS, au Brésil,
- 1990 - Début de la production de l'Elba 5 portes, moteur Fiat Sevel (1,6 l 88 ch) au lieu du 1,5 l, au Brésil et Argentine,
- 1991 - Nouvelle face avant, retour de la version CS 2 portes. Lancement de l'Elba Weekend (1,5 l 67 ch),
- 1992 - Fin des versions deux portes, moteurs avec injection électronique (ie),
- 1996 - Fin de la production au Brésil, transfert en Argentine,
- 2000 - 30 décembre arrêt de la production en Argentine.

## Fiat Penny/Citivan/Elba Van

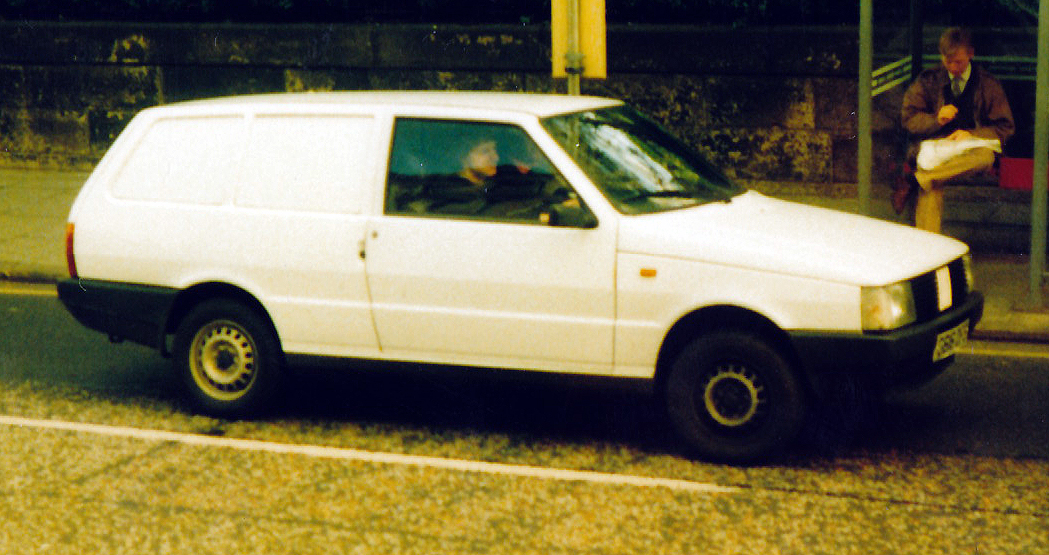
Fiat Citivan

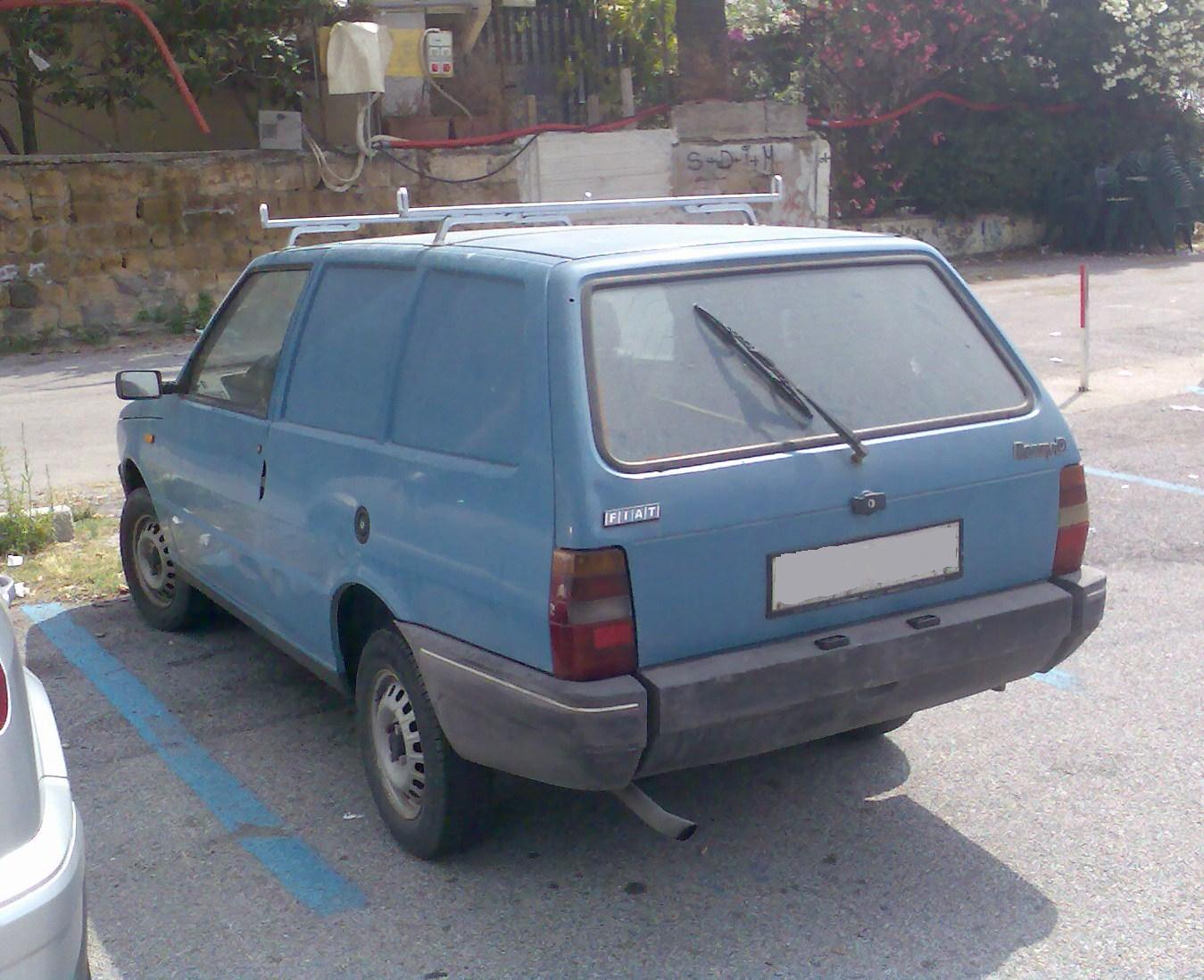
Fiat Penny (vue arrière)

Comme pour quasiment tous ses modèles, le constructeur italien a décliné une version utilitaire, le Fiat Penny. Conformément à son habitudes, il utilise le nom d'anciennes monnaies romaines pour désigner ses modèles utilitaires. La première série du Fiat Penny reprend la structure et la carrosserie de la Fiat Duna SW 3 portes en remplaçant les vitres latérales arrière par des éléments tôlés. C'est le seul modèle de la gamme Duna à avoir bénéficié d'une version avec conduite à droite où il est commercialisé sous le nom de Citivan comme en Grande-Bretagne et Nouvelle-Zélande. Ce modèle exporté largement sur les marchés européens et océaniques, a été produit au Brésil dans l'usine de Betim et équipé des moteurs essence de 1,3 litre et diesel 1,6 litre. La Fiat Penny/Citivan a été commercialisé de 1987 à 1991 puis sous le nom Fiat Elba en Europe et Innocenti Elba en Italie, jusqu'en 1997. Il n'a jamais été commercialisé officiellement au Brésil pour ne pas concurrencer le Fiorino MK2 fabriqué localement. Il n'a pas connu un très grand succès commercial, beaucoup lui préféraient la Fiat Elba, version break vitré de la Duna.

## Une fiabilité à toute épreuve
Quelques semaines après son lancement officiel, la Fiat Duna a été soumise, par la Fédération internationale de l'automobile à un très rude test de fiabilité : 25 000 kilomètres à parcourir obligatoirement au régime maximum du moteur. Le test a été réalisé sur la piste du circuit de Rafaela en Argentine. Les 3 voitures testées et leurs équipages, ont conduit à bon terme cette très rude épreuve que très peu de voitures ont réussi, en 170 heures, 44 minutes et 34 secondes, réalisant une moyenne horaire jamais égalée de 146 km/h avec une consommation de 13,31 litres/100 km,. À cette occasion, 17 records mondiaux de fiabilité ont été battus.

### Photos sur Commons
- Fiat Duna sur Commons
- Fiat Duna Weekend sur Commons
- Fiat Penny / Citivan sur Commons
- Innocenti Elba sur Commons